# Luptă

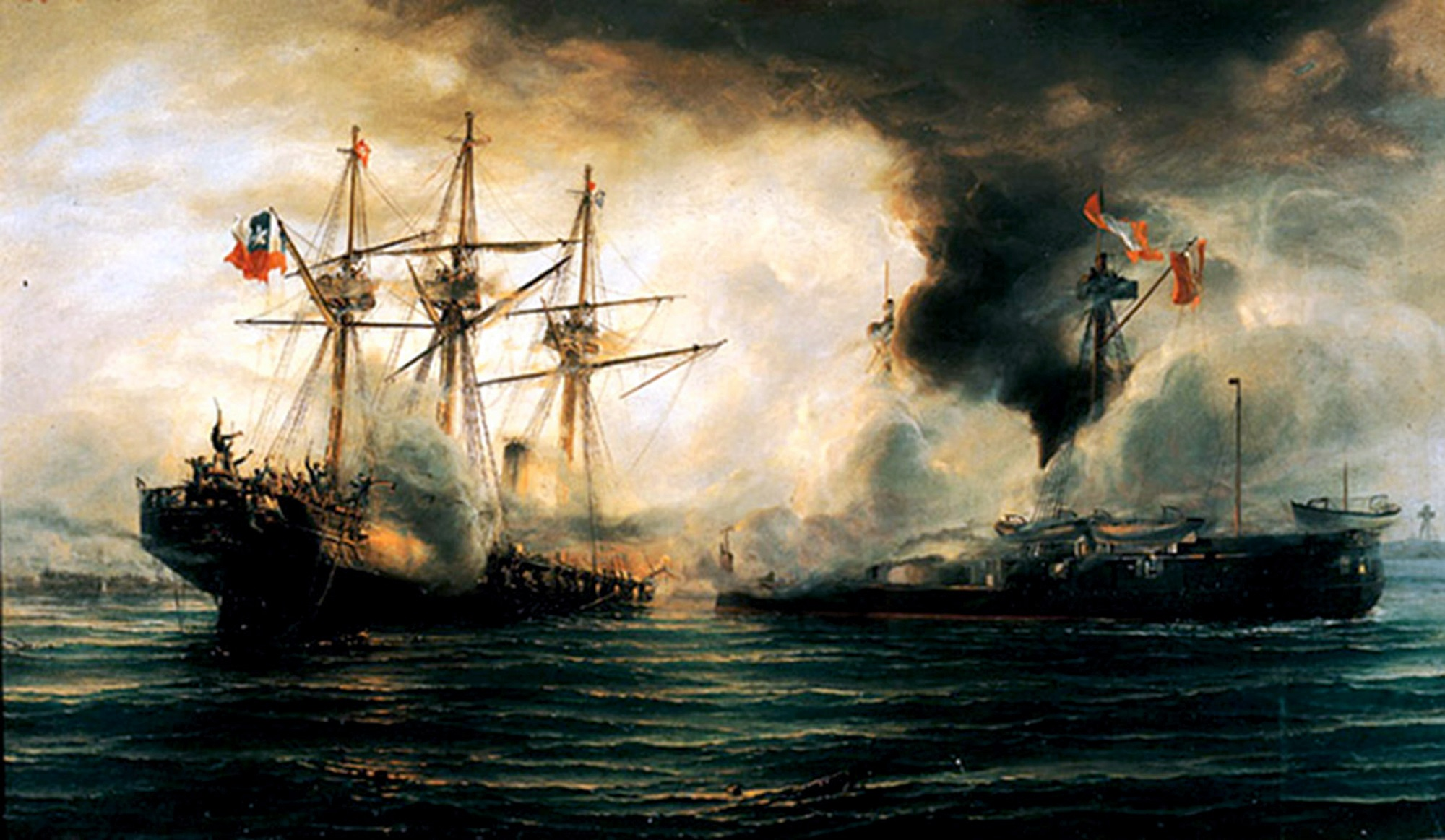
„Combate Naval de Iquique” - ulei pe pânză de Thomas Somerscales, secolul al XIX-lea

Lupta este un conflict violent purtat cu intenția de a stabili dominația asupra adversarului.